# Аргота, Эшли
Э́шли Спе́нсер Арго́та (англ. Ashley Spencer Argota; род. 9 января 1993 года, Редлендс, Калифорния, США) — американская актриса и певица.

## Биография
Эшли Спенсер Аргота родилась в 1993 году. Имеет филиппинское происхождение. Окончила Connections Academy. 

## Карьера
Наиболее известна по роли Лулу в ситкоме «True Jackson, VP». Её профессиональная карьера началась в 2007 году, когда она снялась в независимом фильме «Schooled».
Как певица, она выпустила два альбома: «Dreams Come True» (2006) и «Ashley» (2008).

## Фильмография
- 2007 — Schooled — Суми Альверез
- 2008 — АйКарли — Кэти
- 2008 — 2012 — True Jackson, VP — Лулу Джонсон
- 2009 — BrainSurge — играет саму себя
- 2010 — Diary of an Ex-Child Star (музыкант)
- 2010 — Nickelodeon Kids' Choice Awards 2010 (ТВ-видео, играет саму себя)
- 2010 — 79th Annual Hollywood Christmas Parade (ТВ-видео, играет саму себя)
- 2011 — Nickelodeon's Worldwide Day of Play: Get Your Game On (ТВ-видео)
- 2011 — 2012 — Bucket & Skinner's Epic Adventures — Келли
- 2012 — Папочка / Baby Daddy — Ава
- 2014 — Погоня за жизнью / Chasing Life — Кристина

## Дискография
- 2006 — Dreams Come True
- 2008 — Ashley Argota